# Magnétoscope numérique

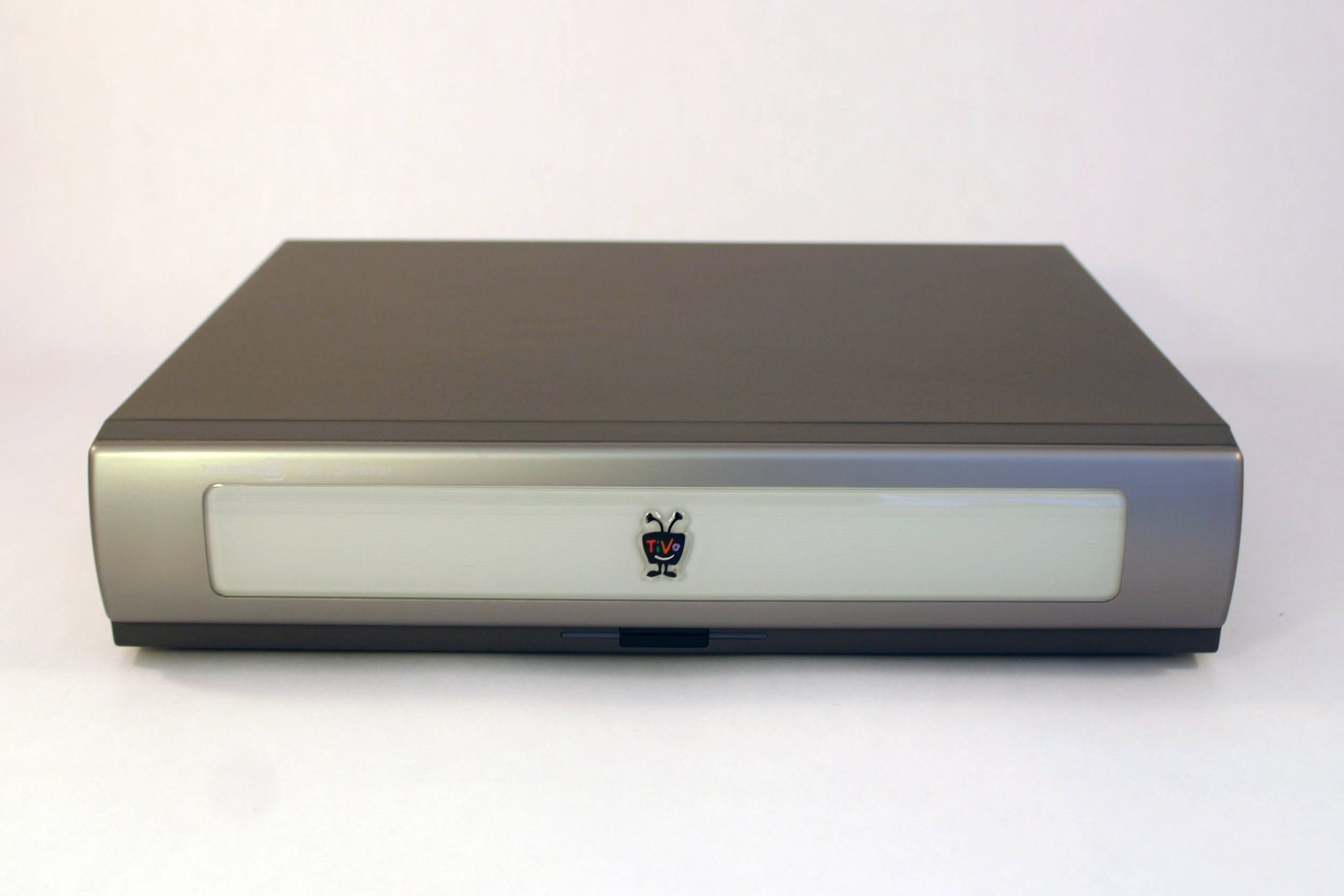
Boîtier TiVo.

Un magnétoscope numérique (également appelé numériscope, DVR de l'anglais Digital Video Recorder, ou encore PVR de l'anglais Personal Video Recorder) ou au Québec ENP (Enregistreur Numérique Personnel) est un appareil électronique destiné à l'enregistrement dans une forme numérisée d'un signal vidéo et du son associé, sur divers supports tels qu'un disque dur (le plus courant), une mémoire flash (clé USB, carte SD, etc.) ou, dans les modèles plus anciens, des supports amovibles (DVD ou CD).
Les magnétoscopes numériques peuvent être confondus avec les magnétoscopes lorsqu'ils emploient une bande magnétique comme support d'enregistrement. En plus des fonctions d'enregistrement et de programmation horaire, les numériscopes sont dotés de fonctions interactives complémentaires.

## Historique des magnétoscopes numériques
Les deux premiers numériscopes largement diffusés en 1998 (d'abord aux États-Unis puis en Europe, mais officiellement absents du marché français) sont les appareils TiVo et ReplayTV.
Lors de leur introduction sur le marché américain, leur acquisition nécessite la souscription d'un abonnement à un service. Désormais, ces équipements sont commercialisés indépendamment des offres de télévision payante. Un guide des programmes est régulièrement et gratuitement mis à jour via les signaux de télédiffusion (données EPG) soit via les services télétexte, soit encore dans le flux numérique retransmis pour la TNT, la télévision par satellite, le câble numérique, l'ADSL ou la Télévision Mobile Personnelle.
La première gamme de numériscopes grand public commercialisée en France est apparue en 1999 avec les démodulateurs numériques à disques dur (Nokia, Technisat, Echostar) « copiés » ensuite par les éditeurs de bouquets satellite payants français, à compter de 2002 avec le lancement du terminal Platinium de TPS puis le Pilotime de Canalsat.
Une génération intermédiaire incluant des sorties HDMI pour téléviseur HDTV mais sans capacité à lire des programmes en HD a été commercialisée durant l'hiver 2005. La génération suivante (automne 2008) inclut l'enregistrement de programmes HDTV.
Le premier magnétoscope numérique de masse distribué en France est la set-top box Freebox HD, par le fournisseur d'accès à Internet Free qui la prête à ses abonnés dans le cadre de ses forfaits pour particuliers. Sa mise en circulation a débuté en 2006.

## Avantages
Les avantages du numériscope sont multiples :
- simplification de la programmation des enregistrements grâce au guide électronique des programmes (EPG) ;
- automatisation des enregistrements multiples et répétés (exemple : quotidiens) ;
- apprentissage des goûts du téléspectateur et propositions de visionnage ou d'enregistrement d'émissions favorites ;
- fonction pause y compris lors d'une émission en direct ;
- « décalage temporel » ou timeshifting, lequel permet d'utiliser les fonctions de navigation dans la lecture (retour arrière, ralenti, accéléré…) pour une émission en direct ;
- détection automatique des publicités télévisées permettant éventuellement de les éviter ou de les effacer lors d'un enregistrement ;
- montage simplifié ;
- sauvegarde vers d'autres supports (DVD, mémoire externe, ordinateur…) sous réserve que le programme ne soit pas protégé par un verrouillage anti-copie ;
- aucune ou très faible déperdition de qualité lors du transfert numérique (copie de fichiers) ou du montage.

La différence majeure par rapport au magnétoscope analogique ou à un DVDscope concerne l'emploi instantané et simplifié que permet le numérique : visionner n'importe quel film enregistré et stocké sur le disque dur, accéder directement à tel ou tel chapitre, utiliser les fonctions avance et retour rapide jusqu'à + ou - 256 fois la vitesse normale, supprimer ou « zapper » la publicité, etc.
Cet équipement bouleverse la « consommation » de télévision, car il permet de totalement se libérer de la programmation en direct de la télévision pour regarder les programmes selon ses propres disponibilités horaires. Le « téléconsommateur » fabrique et visionne sa propre programmation télévisuelle.
Les modèles les plus évolués « apprennent » les goûts du téléspectateur au fil de ses sélections et lui suggèrent le visionnage ou l'enregistrement de ses types d'émissions préférées (selon les critères : types de programme, acteur, réalisateur, genre, etc.).

### Fonctions avancées
Ces fonctions ont été introduites avec Tivo et ReplayTV :
- décalage temporel ou Time shifting : si l'on est interrompu pendant qu'on regarde une émission qu'on enregistre, on peut figer l'image affichée (lecture en « pause ») pendant que l'enregistrement continue. Il sera possible ensuite de regarder le reste soit en différé léger, soit à une vitesse légèrement supérieure pour rattraper son retard ; l'enregistrement se poursuit en parallèle, durant la lecture ;
- programmation thématique d'enregistrements (chaînes numériques) : on peut en principe programmer l'enregistrement de toutes les émissions historiques toutes chaînes confondues, sous réserve d'absence de conflit d'horaires (ces conflits sont gérés par un ordre de priorité des chaînes considérées) ;
- guide des programmes électroniques (ou EPG pour Electronic Program Guide) ;
- sauvegarde de données associées à la vidéo (horaires, titres, fiche descriptive, résumé, durée…) ;
- pilotage infra-rouge d'une source externe (récepteur câble ou satellite) via des signaux infra-rouges émis par le PVR pour changer le canal d'un récepteur externe (G-Link) ;
- centrale de stockage multimédia (Multimedia center) permettant de sauvegarder et visionner photos, vidéos familiales ainsi qu'une banque de sons (musique).

### Instantanéité
Sous réserve de ne pas dépasser la capacité du disque interne (sauf à rajouter un disque externe), le numériscope permet d'enregistrer à volonté de façon parfaitement improvisée et directe. Il intègre une indexation pour faciliter la recherche des séquences enregistrées, identifiables par son nom et par une « vignette » de la première image du programme. Pour les modèles dotés de la connectique compatible, il est possible d'y raccorder un graveur DVD et de libérer ainsi l'espace disponible sur le disque interne. Toutefois, cette sauvegarde externe peut être rendue impossible par une protection numérique anti-copie (exemple : macrovision).

### Fiabilité de la sauvegarde
Un enregistrement numérique est composé de données chiffrées. Les logiciels qui le gèrent comprennent la correction d'erreur (y compris en temps réel), ce qui permet de déceler des imperfections ou une altération et d'alerter l'utilisateur afin de procéder à une sauvegarde externe ou un transfert de données vers un nouveau disque (ou un DVD). De plus, la copie externe peut s'effectuer à vitesse accélérée (par exemple 16 fois la vitesse nominale ou lecture en temps réel), permettant par exemple la sauvegarde externe en moins de dix minutes d'un film d'une heure trente sur un DVD vierge.
Par opposition à un enregistrement analogique, cette transcription n'entraîne aucun risque de dégradation de qualité. Toutefois, dans chaque opération de transfert numérique (informatique), il existe un risque de perte de données. Le taux de ces erreurs ne doit pas dépasser un certain seuil au-delà duquel, l'enregistrement est irrémédiablement perturbé voire illisible (absence d'image, rupture du code temporel, données corrompues…).

### Mise à jour, partage communautaire et évolutivité
Le logiciel de fonctionnement (système opérationnel) de l'appareil peut être automatiquement mis à jour par les signaux numériques qu'il capte (télédiffusion) ou via Internet.
Les contenus, fiches d'information et données additionnelles peuvent être mis à disposition via Internet en P2P. Des communautés d'internautes peuvent également bénéficier de ces données selon leur intérêt (exemple : les membres d'une famille, associations, fanclubs…). Ce dispositif répond à la nécessité de conservation des œuvres. En étant réparties sur le Net, la multiplicité des copies limite les risques de déperdition totale, en particulier pour les œuvres « mineures » ou ancienne. Toutefois, cette sauvegarde ne saurait rivaliser avec la performance des systèmes professionnels broadcast ou de restauration exploités par les éditeurs de télévision et les organismes d'archivage, tels que l'INA en France.

### Gestion numérique des droits
La gestion numérique des droits, ou DRM (Digital Rights Management en anglais), devrait être progressivement intégrée aux PVR.
Ces mesures techniques de protection permettraient par exemple de laisser un accès libre dit « gratuit » :
- à un contenu en basse définition (SD) et être payant en définition supérieure (TVHD) ;
- à un contenu à des extraits d'un contenu et être payant pour sa totalité ;
- selon le type ou le genre de contenu par sa « classe » de diffusion (information, documentaire scientifique, éducatif, musique légère, classique, santé…) à condition de disposer d'une licence globale en cours pour cette catégorie ;
- aux œuvres qu'un auteur, producteur ou compositeur aura souhaité rendre publiques pour faire connaître sa musique et ne rendre payante que les vidéos de ses concerts (exemple : Louis Bertignac sur France 2 le 13 février 2006).

## Dispositifs de stockage multimédia
Le support de stockage le plus fréquent pour les PVR est le disque dur, identique à ceux qui équipent les ordinateurs personnels. En 2008, les capacités les plus courantes s'élèvent entre 160 Go (gigaoctets) et 500 Go. Chaque gigaoctet permet de stocker entre 15 et 90 minutes d'enregistrement (vidéo + audio) selon la qualité d'image choisie (la basse résolution nécessitant peu d'espace à l'opposé de la HD laquelle nécessite de très gros fichiers).
En complément de ce disque dur (ou à leur place, sur des modèles les plus anciens), il peut exister un lecteur/enregistreur pour supports amovibles (« galettes ») DVD ou au format CD, clé USB, etc. :
- DVD-RAM, seul compatible avec les fonctions de « décalage temporel » (time slip) à l'instar du disque dur. Développé en 1996, ce support préfigure le Blu-ray Disc adapté à la HD. Les fabricants affirment qu'il est enregistrable/effaçable jusqu'à 100 000 fois, soit onze ans de fonctionnement continu, 24 heures sur 24 et 7 jours sur 7. Restriction : pour retrouver un disque DVD-Ram « vierge » à nouveau, le reformatage est parfois indispensable (fragmentation).
- DVD-RW (le plus répandu et apparu en 1999) et DVD+RW (apparu en 2002) : supports réinscriptibles (jusqu'à mille fois selon les fabricants). Non compatibles avec les fonctions « décalage temporel » comme le DVD-RAM. Restriction : pour retrouver un disque DVD-R ou DVD+R  « vierge » à nouveau, le reformatage est toujours indispensable.
- DVD-R (apparu en 1998 et compatible avec tous types de lecteurs) ou DVD+R (apparu en 2002, moins compatible que le DVD-R) : supports dont les données sont gravées une fois et ne peuvent pas être effacées ou le disque reformaté. Ces formats « définitifs » sont lisibles sur les lecteurs DVD de salon (à condition de procéder à leur « finalisation »); ce type de support est donc adapté pour l'archivage et la conservation des œuvres et émissions (afin de restituer de la capacité au disque dur, visionner les vidéos en déplacement, créer une DVDthèque...).

La plupart des « numériscopes » permettent d'accéder également à d'autres formats de fichiers :
- fichiers vidéo compressés et encodés (MPEG-4, DivX, AVI...) lesquels sont plus compacts (environ 700 Mo pour 90 min)
- photos issues d'appareils numériques (le plus souvent au format JPEG)
- audio au format MP3 (voire parfois FLAC)
- compilations de diaporama, listes de lectures, etc. Élaborées sur un ordinateur personnel.

## Limites et contraintes
Avec l'émergence des restrictions d'accès (DRM et de contrôle d'accès) ou d'anti-copie (Macrovision), les fonctions de recopie voire d'enregistrement au mode numérique sont parfois rendues impossibles à partir des sources telles que récepteurs satellite (Canalsat, Canal+), IPTV, TNT ou encore câble. De même, les opérateurs xDSL qui diffusent des chaînes de télévision et des services de Vidéo à la demande, sont amenés à verrouiller l'enregistrement ou la copie des programmes auxquels leurs clients sont pourtant abonnés. Ces verrouillages sont généralement imposés par les grands studios de cinéma (major companies) pour privilégier la vente et la location de DVD ou de Blu-ray. Ainsi, il est parfois possible de sauvegarder sur le disque dur interne du numériscope mais il est ensuite impossible d'en graver une copie sur un disque (DVD).

## Fonctions PVR avec un ordinateur multimédia
Un micro-ordinateur équipé des périphériques nécessaires (carte d'acquisition vidéo, carte de réception télévision, disque dur, carte vidéo et audio reliables à un téléviseur ou à un ensemble home cinéma), de processeurs adéquats, de mémoire vive suffisante, peut se transformer en numériscope, après installation d'un logiciel spécialisé. Les spécialistes le décrivent alors comme un HTPC.
Le logiciel libre MythTV est un exemple d'un HTPC. Il permet en outre de gérer une ou plusieurs cartes d'acquisition vidéo, de programmer des émissions à enregistrer et de procéder à la détection automatique des publicités télévisées. D'autres logiciels commerciaux ou gratuits, tels que VLC player, Replay TV, SageTV et Windows MCE offrent des fonctionnalités similaires. D'autres solutions logicielles sont adaptées aux systèmes MacOS et Linux.

## Magnétoscopes numériques accessibles uniquement par internet
Jusqu'en 2008, les émissions de télévision ne pouvaient être enregistrées que chez soi, mais cette année-là apparaissent en France les premiers services permettant d'enregistrer sur des serveurs distants les émissions de la TNT française : Wizzgo, RecordMe et TeleObs. Attaqués en justice par les chaînes qu'ils distribuent sans leur consentement, ces sites doivent fermer car ils ne respectent pas le droit d'auteur .
Les années suivantes connaissent une profonde mutation du paysage télévisuel français et il faut attendre 2016 pour que Jean-David Blanc (créateur d'Allociné), Pierre Lescure (Canal+) et Jean-Marc Denoual (ex-TF1) lancent Molotov, un service cette fois légal de distribution de chaînes de télévision permettant d'enregistrer ses émissions préférées dans le cloud de la société.